# 9e cérémonie des Golden Horse Film Festival and Awards
La 9e cérémonie des Golden Horse Awards a eu lieu en 1971. 
Le film le plus primé fut The Story of Ti-Ying de Li Han-hsiang qui remporta six titres.

## Meilleur film
- The Story of Ti-Ying de Li Han-hsiang

## Meilleure actrice
- Lisa Lu pour L'Arche (en)

## Meilleur espoir féminin
- Hsu Feng pour A City Called Dragon

## Meilleur montage
- Kuo Ting-hung pour La Rage du tigre

## Prix spécial pour la créativité
- Tang Shu-shuen pour L'Arche (en)